# チヴィアスコ
チヴィアスコ（伊: Civiasco）は、イタリア共和国ピエモンテ州ヴェルチェッリ県にある、人口約300人の基礎自治体（コムーネ）。

## 地理

### 位置・広がり
| 隣接するコムーネは以下の通り。括弧内のVBはヴェルバーノ・クジオ・オッソラ県 所属を示す。 - アーロラ (VB) - チェーザラ (VB) - マドンナ・デル・サッソ (VB) - ヴァラッロ |

## 著名な人物
- エンマ・モラーノ（1899年 - 2017年）、長寿世界一だった女性